# Phreatia palawensis
Phreatia palawensis är en orkidéart som först beskrevs av Rudolf Schlechter, och fick sitt nu gällande namn av Takasi Tuyama. Phreatia palawensis ingår i släktet Phreatia och familjen orkidéer. Inga underarter finns listade i Catalogue of Life.